# Sealed Hearts
Sealed Hearts er en amerikansk stumfilm fra 1919 af Ralph Ince.

## Medvirkende
- Eugene O'Brien som Jack Prentiss
- Robert Edeson som Frank Prentiss
- Lucille Lee Stewart som Kate Gray
- Jack Dean som Gray
- Ethel Kingsley